# KTK (Fernsehsender)
KTK (russisch КТК) ist ein  kasachischer Fernsehsender mit Sitz in Almaty. Bei seiner Gründung am 2. November 1990 war er der erste private Sender in Kasachstan.

## Geschichte
Gegründet wurde der Fernsehsender am 2. November 1990 durch Isja Ejnechowitsch Fidel. Den Sendebetrieb nahm man aber erst am 20. Februar 1991, zunächst beschränkte sich das Sendegebiet auf die Stadt Almaty. Das Programm bestand damals aus ausländischen Filmproduktionen, Disney-Cartoons und anderen ausländischen Unterhaltungsformaten. Im Vergleich zum bisherigen staatlichen Rundfunk war dies eine große Neuheit.
1996 wurde das Sendegebiet auch auf andere Städte Kasachstans ausgedehnt. Außerdem beginnt der Kanal damit, vermehrt Eigenproduktionen auszustrahlen. Am 19. Mai 2001 strahlte der Sender zum ersten Mal die kasachische Version von Who Wants to Be a Millionaire? (rus. Кто возьмёт миллион?/Kto wosmjot million?) aus. 2004 wurde mit der kasachisch-russischen Koproduktion Gospoda ofizery (Господа офицеры) die Produktion der ersten eigenen Serie begonnen. Vier Jahre später sendete KTK mit Otkroite dwer, ja stschastje (Откройте дверь, я счастье) die erste kasachische Comedyserie die auch zugleich das erste Format war, dass der Sender in Eigenregie produzierte. Nachdem die ersten drei Staffeln der Castingshow The X Factor auf dem Perwy kanal Ewrasija ausgestrahlt wurden, sendete KTK vom 14. September bis 7. Dezember 2013 die vierte Staffel der Show.

## Programm
Das Programm setzt sich aus Eigenproduktionen und ausländischen Formaten, zumeist aus den USA und Russland, zusammen. Unter den amerikanischen Serien, die KTK ausstrahlt, befinden sich unter anderem Dr. House, Desperate Housewives, Prison Break, Lost und Cold Case – Kein Opfer ist je vergessen.

## Senderlogos

Senderlogo 2001–2008
Senderlogo 2008–2017
Senderlogo seit 2017